# 小槻顕綱
小槻 顕綱（おづき の あきつな、生没年不詳）は、平安時代後期から鎌倉時代にかけての貴族。初名は有頼。左大史・小槻師経の子。小槻隆職の猶子。官位は正五位下・筑後守。

## 経歴
小槻氏は代々大夫史に任ぜられ、父の小槻師経も大夫史を務める。しかし、保元2年（1157年）に師経が没した際には有頼は10歳にも満たない少年だったため後を継ぐことはできず、叔父の永業が大夫史に就任した。
後白河院政期前期の仁安3年（1168年）右少史に任官すると、まもなく左少史・右大史と昇任される。翌嘉応元年（1169年）従五位下に叙爵するが、大夫史の地位には叔父の隆職がいたため、有頼は大夫史にはなれず官史を去った。
その後、右大臣・九条兼実のもとで筆耕に従事していたらしく、治承3年（1179年）有頼は小槻孝信が撰集した『諸国申請雑事』を書写して兼実のもとに持参している。この際、原本はもともと小槻氏の蔵書であったため、兼実は顕綱に託して隆職のもとへ返却させていることから、顕綱が隆職に近侍していたことが想定される。その後、治承4年（1180年）大監物、寿永2年（1183年）造東大寺大仏次官に任ぜられた。その後、有頼から顕綱に改名しているが、叔父の隆職の猶子となったことにより改名したか。
建久9年（1198年）土御門天皇の即位に先立って東大寺に収蔵された礼服を取り出す際、倉の鍵を管理する立場にある大監物一人を勅使とともに奈良へ下向させる必要があった。五位蔵人・藤原長兼は大監物の顕綱に下向の要請しようとするも、顕綱は病気のために東坂本（現在の滋賀県大津市坂本本町・下阪本・唐崎・比叡辻あたり）に籠居中で不在のため、代わりに顕綱を猶子としていた隆職が応対した。結局、隆職は病気を理由に顕綱の下向を断っている。平安京を離れて静養を必要とするような病気を抱えていたことも、叔父の隆職と従兄弟の広房が繰り広げたような大夫史を巡る争いに、顕綱が積極的でなかったことと関係しているとみられる。
元久2年（1205年）史巡により山城守に任ぜられる。その後、筑後守を務め、位階は正五位下に至ったという。

## 官歴
- 時期不詳：正六位上
- 仁安3年（1168年） 正月11日：右少史[5][6]。8月21日：見左少史[6]
- 時期不詳：右大史
- 嘉応元年（1169年） 正月11日：従五位下[6]
- 治承4年（1180年） 正月28日：大監物[5]
- 寿永2年（1183年） 12月22日：造東大寺大仏次官[7]
- 時期不詳：有頼から顕綱に改名
- 元久2年（1205年） 正月29日：山城守[8]
- 時期不詳：正五位下。筑後守[9]